# Kännbart (utställning)
Kännbart är en taktil samtidskonstutställning där besökarna inte behöver syn och hörsel för att ta del av utställningen. Utställningen består av nya verk där konstnärer och konstutövare utforskat andra sinnen än syn och hörsel. Både besökare med dövblindhet eller synnedsättning och besökare som har syn och hörsel kan ta del av utställningen. Besökare som har syn och hörsel kan också pröva att uppleva utställningen med hörselkåpor och ögonskydd.

## Bakgrund
Konstnärerna Jinger Bremberg och Annika Ottander är initiativtagare till projektet. På ett tidigt stadium kom konstnären Po Hagström, som är den i landet som arbetat mest med tillgänglighetsfrågor inom konsten, in i bilden, till att börja med mest som bollplank. Inom Kännbart-projektet producerar samtidskonstnärer verk i samarbete med personer med dövblindhet. Kännbart stöttar också nya konstnärer och konstutövare som har synnedsättning eller dövblindhet. Kännbart drivs av Arbetarnas bildningsförbund i Örebro län i samarbete med Förbundet Sveriges Dövblinda (FSDB) och Riksutställningar.

## Produktion

### Medverkande konstnärer
Konstnärer och konstutövare som utvecklat verk till utställningen: Julia Adzuki i samarbete med Sindri Runudde och Teresia Lindberg, Frida Ingha, Nadja Ekman i samarbete med Walter och Maj-Sofie Enqvist, Lisa Jeannin och Rolf Schuurmans, Matti Kallioinen, Mari Kretz och Maria Luostarinen.

## Turné
Utställningen invigdes den 7 november 2015 på Örebro läns museum. Utställningen turnerade i Sverige.

### Turnédatum
- Örebro läns museum, Örebro, 7 november 2015 till 10 januari 2016.
- Västerbottens museum (i samarbete med Väven), Umeå, 30 januari 2016 till 29 mars 2016.
- Kulturens hus i Luleå, 9 april 2016 till 5 juni 2016.
- Kalmar konstmuseum, 17 juni 2016 till 6 september 2016.
- Rättviks konsthall, Rättvik, 17 september 2016 till 30 oktober 2016.
- Göteborgs stadsmuseum, Göteborg, 13 november 2016 till 19 februari 2017.
- Ystads konstmuseum, Ystad, 4 mars till 17 april 2017.
- Konsthallen, Sandviken, 29 april till 28 juni 2017.
- Almedalsveckan, Visby, ca. 28 juni till 5 juli 2017.
- Borås konstmuseum, 10 juni till 20 augusti 2017.[7]